# Helmut Buschhausen
Helmut Buschhausen (* 7. April 1937 in Castrop-Rauxel; † 1. Juli 2014 in Wien) war ein deutscher Kunsthistoriker mit Schwerpunkt auf der byzantinischen Kunstgeschichte.

## Leben
Nach dem Schulbesuch in Minden studierte Buschhausen von 1958 bis 1962 an der Universität Münster Kunstgeschichte, Klassische Archäologie und orientalische Sprachen, dazu Kirchengeschichte. Während dieser Zeit nahm er an den Grabungen von Ludwig Budde in Mopsuestia teil. 1962 ging er zum Weiterstudium an die Universität Wien, wo er 1966 bei Otto Demus mit einer Dissertation über Domenichino promoviert wurde. Er wandte sich immer mehr der spätantiken und byzantinischen Kunst zu. 1968 heiratete er die Kunsthistorikerin Heide Lenzen, mit der er in der Folgezeit zahlreiche gemeinsame Arbeiten durchführte.
1973 wurde Buschhausen an der Universität Wien für das Fach Kunstgeschichte mit einer Arbeit zur süditalienischen Bauplastik im Heiligen Land habilitiert. Von 1976 bis 2002 war er außerordentlicher Professor für byzantinische Kunstgeschichte am Institut für Kunstgeschichte sowie am Institut für Byzantinistik und Neogräzistik der Universität Wien.